# Julijano Sokolić
Julijano Sokolić (Nerezine, 1943.) je hrvatski publicist.
Nakon pomorske karijere, radio u brodogradilištu u Malom Lošinju. Od 1986. do 1990. bio predsjednik Općine Cres-Lošinj. Direktor tvrtke Lošinjska plovidba - Turizam. Autor niza članaka i priloga o Lošinju i Cresu, jedan od pokretača lokalnog mjesečnika Otočki vjesnik. Urednik edicije Otočki ljetopis Cres-Lošinj, autor knjiga "Lošinjski zapisi" i  "Nerezinski libar". Predsjednik Otočnog sabora Primorsko-goranske županije. Utemeljitelj Zavičajnog i dobrotvornog društva "Sv. Frane" u Nerezinama. Dobitnik Nagrade za životno djelo Grada Malog Lošinja 2008. godine.

## Djela
- "Povijest turizma na Lošinju" Morus alba, Mali Lošinj 1997. ISBN 953-97158-1-4
- "Lošinj: povijest, kultura, umjetnost, prirodne ljepote"  Turistička naklada, Zagreb 2003.